# Air Srpska

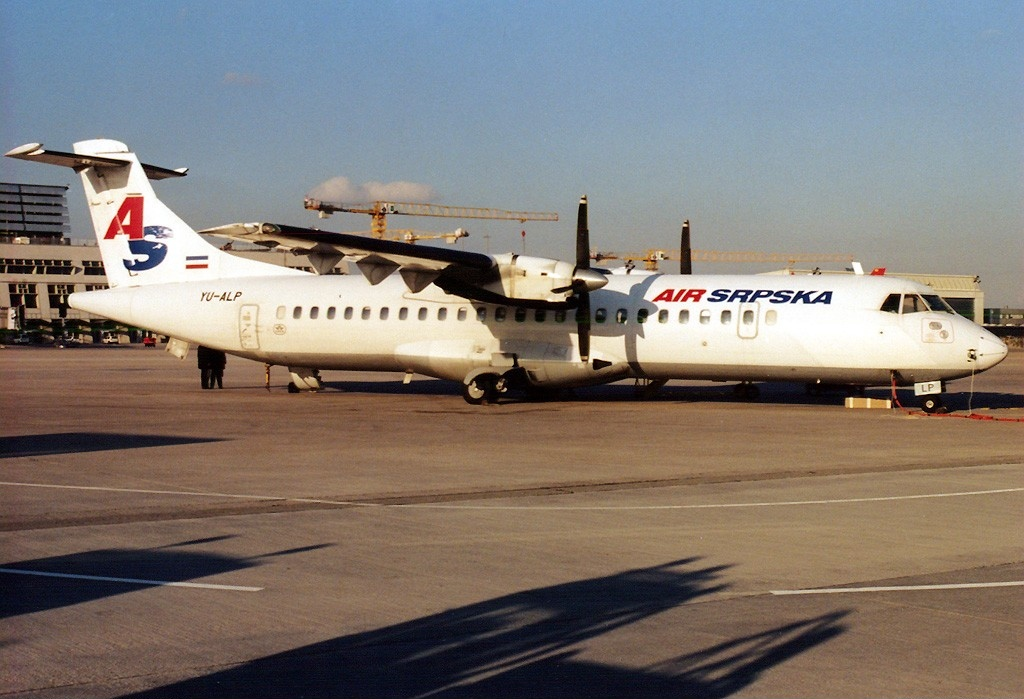
ATR 72 компании Air Srpska в Штутгарте, 2001

Air Srpska (IATA: R6, ICAO: SBK) — авиакомпания Республики Сербской, существовавшая с 1999 по 2003 годы. Базовым аэропортом был международный аэропорт Баня-Лука. Во владении компании были два самолёта ATR-72, принадлежавшие ранее JAT Airways. Компания выполняла регулярные рейсы в Белград, Цюрих и Вену, как и чартерные рейсы. Закрыта в 2003 году как убыточная.

## Пункты назначения
- Вена
- /  Баня-Лука
- Белград
- Санкт-Галлен, Цюрих